# Grupo M109
Grupo M109 (também conhecido como o Grupo NGC 3992) é um grupo de galáxias a aproximadamente 55 milhões de anos-luz de distância na direção da constelação de Ursa Major. O grupo é nomeado com o nome do membro mais brilhante, a galáxia espiral M109.

## Membros
A tabela abaixo lista todas as galáxias identificadas e confirmadas como membros do grupo pelo Nearby Galaxies Catalog, as exmainações de Fouque et al., o Lyons Groups of Galaxies (LGG) Catalog, e três listas de grupos criados pelo Nearby Optical Galaxy sample of Giuricin et al.
| Name        | Tipo        | A.R. (J2000)  | Dec. (J2000) | Redshift (km/s) | Magnitude |
| ----------- | ----------- | ------------- | ------------ | --------------- | --------- |
| Messier 109 | SB(rs)bc    | 11h 57m 36.0s | +53° 22′ 28″ | 1048 ± 1        | 10.6      |
| NGC 3718    | SB(s)a pec  | 11h 32m 34.9s | +53° 04′ 05″ | 993 ± 1         | 11.6      |
| NGC 3726    | SAB(r)c     | 11h 33m 21.2s | +47° 01′ 45″ | 866 ± 1         | 10.9      |
| NGC 3729    | SB(r)a pec  | 11h 33m 49.3s | +53° 07′ 32″ | 1060 ± 1        | 12.0      |
| NGC 3769    | SB(r)b      | 11h 37m 44.1s | +47° 53′ 35″ | 737 ± 2         | 12.5      |
| NGC 3782    | SAB(s)cd    | 11h 39m 20.7s | +46° 30′ 48″ | 739 ± 6         | 13.1      |
| NGC 3870    | S0          | 11h 45m 56.6s | +50° 11′ 59″ | 756 ± 7         | 13.4      |
| NGC 3877    | Sc          | 11h 46m 07.8s | +47° 29′ 41″ | 895 ± 4         | 12.1      |
| NGC 3893    | SAB(rs)c    | 11h 48m 38.2s | +48° 42′ 39″ | 967 ± 1         | 11.2      |
| NGC 3913    | (R)SA(rs)d  | 11h 50m 38.9s | +55° 21′ 14″ | 954 ± 4         | 13.2      |
| NGC 3917    | SAcd        | 11h 50m 45.5s | +51° 49′ 27″ | 965 ± 1         | 12.5      |
| NGC 3922    | S0/a        | 11h 51m 13.4s | +50° 09′ 25″ | 906 ± 7         | 13.4      |
| NGC 3928    | SA(s)b      | 11h 51m 47.6s | +48° 40′ 59″ | 988 ± 4         | 13.0      |
| NGC 3949    | SA(s)bc     | 11h 53m 41.4s | +47° 51′ 32″ | 800 ± 1         | 11.5      |
| NGC 3953    | SB(r)bc     | 11h 53m 48.9s | +52° 19′ 36″ | 1052 ± 2        | 10.8      |
| NGC 3972    | SA(s)bc     | 11h 55m 45.1s | +55° 19′ 15″ | 852 ± 1         | 13.1      |
| NGC 3982    | SAB(r)b     | 11h 56m 28.1s | +55° 07′ 31″ | 1109 ± 6        | 12.0      |
| NGC 4010    | SB(s)d      | 11h 58m 37.9s | +47° 15′ 41″ | 902 ± 1         | 13.2      |
| NGC 4026    | S0          | 11h 59m 25.2s | +50° 57′ 42″ | 930 ± 40        | 11.7      |
| NGC 4085    | SAB(s)c     | 12h 05m 22.7s | +50° 21′ 10″ | 746 ± 5         | 13.0      |
| NGC 4088    | SAB(rs)bc   | 12h 05m 34.2s | +50° 32′ 21″ | 757 ± 1         | 11.2      |
| NGC 4100    | (R)SA(rs)bc | 12h 06m 08.1s | +49° 34′ 59″ | 1074 ± 1        | 11.9      |
| NGC 4102    | SAB(s)b     | 12h 06m 23.1s | +52° 42′ 39″ | 846 ± 2         | 12.0      |
| NGC 4142    | SB(s)d      | 12h 09m 30.2s | +53° 06′ 18″ | 1157 ± 7        | 13.9      |
| NGC 4157    | SAB(s)b     | 12h 11m 04.4s | +50° 29′ 05″ | 774 ± 2         | 12.2      |
| UGC 6628    | SAm         | 11h 40m 06.7s | +45° 56′ 34″ | 841 ± 1         | 13.2      |
| UGC 6667    | Scd         | 11h 42m 26.3s | +51° 35′ 53″ | 973 ± 1         | 14.2      |
| UGC 6840    | SB(rs)m     | 11h 52m 07.0s | +52° 06′ 29″ | 1046 ± 5        | 14.3      |
| UGC 6917    | SBm         | 11h 56m 28.8s | +50° 25′ 42″ | 911 ± 1         | 13.1      |
| UGC 6923    | Im          | 11h 56m 49.4s | +53° 09′ 37″ | 1066 ± 2        | 15.1      |
| UGC 6930    | SAB(s)d     | 11h 57m 17.3s | +49° 16′ 59″ | 777 ± 0         | 12.7      |
| UGC 6983    | SB(rs)cd    | 11h 59m 09.3s | +52° 42′ 27″ | 1082 ± 1        | 13.1      |
| UGC 7218    | Im          | 12h 12m 56.5s | +52° 15′ 55″ | 770 ± 7         | 14.8      |

Galáxias freqüentemente mas não consistentemente listadas como membros do grupo nas referências acima (galáxias listadas em quatro das listas acima) incluem: NGC 3631, NGC 3657, NGC 3773, NGC 3756, NGC 3850, NGC 3898, NGC 3990, NGC 3985, NGC 3990, NGC 3998, NGC 4217, NGC 4220, UGC 6773, UGC 6802, UGC 6816, UGC 6922, e UGC 6969. O número exato de membros e de galáxias neste grupo está incerto.
Nota: Fouque et al. lista estas galáxias em dois grupos distintos: Ursa Major I Norte e Ursa Major I Sul, não usada na tabela acima. Muitas outras referências, contudo, identificam como um simples grupo, como escificadamente notado no LGG Catalogue.

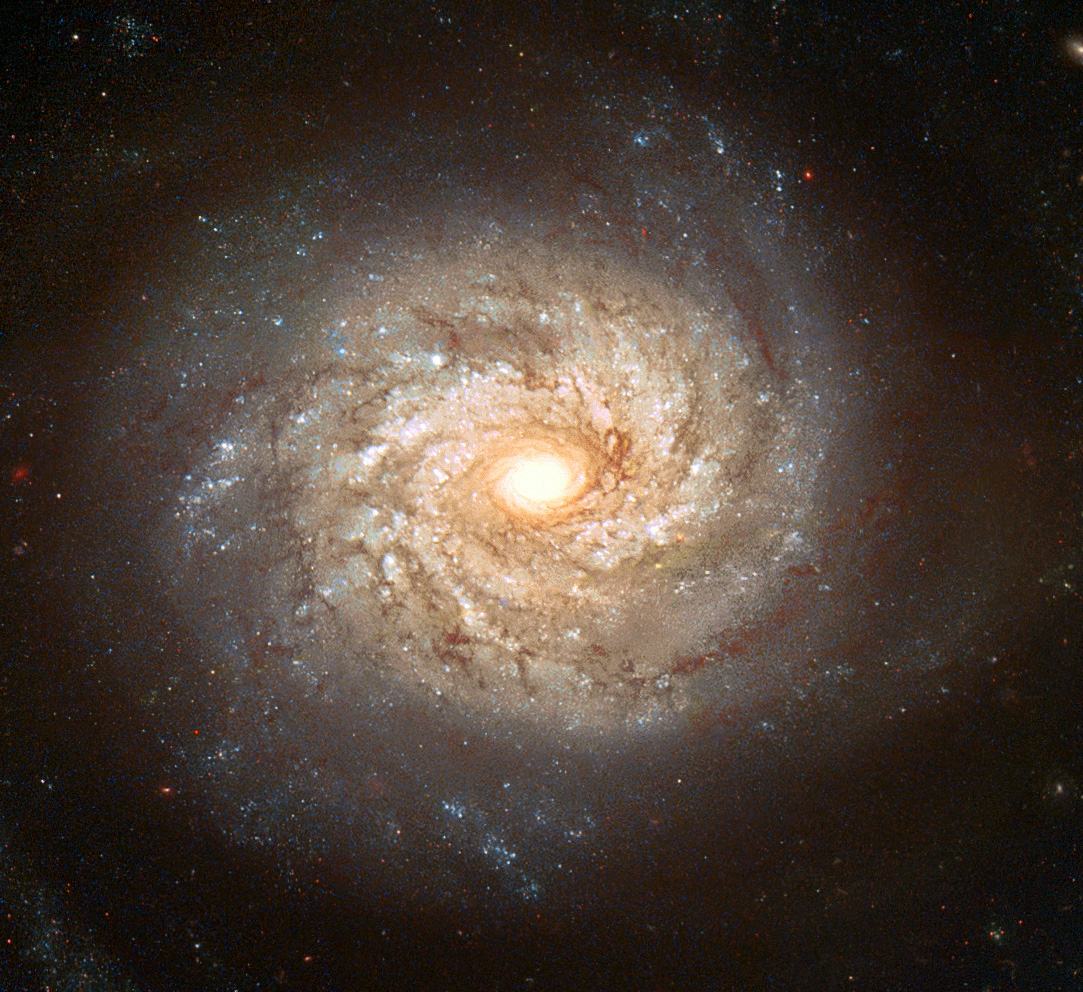
NGC 3982